# Phyllotreta armoraciae
Phyllotreta armoraciae är en skalbaggsart som först beskrevs av Koch 1803.  Phyllotreta armoraciae ingår i släktet Phyllotreta och familjen bladbaggar. Arten är reproducerande i Sverige. Inga underarter finns listade i Catalogue of Life.